# 신탄진로
신탄진로(Sintanjin-ro)는 대전광역시 대덕구 읍내동 읍내삼거리와 신탄진동 현도교를 잇는 대전광역시의 도로이다.

## 연혁
- 2009년 7월 10일 : 2개 이상 시·도에 걸쳐 있는 도로로 신탄진로를 고시[1]

## 주요 경유지
대전광역시
- 대덕구 (읍내동 · 연축동 · 신대동 · 와동 · 상서동 · 평촌동 · 신탄진동)

## 노선
전 구간 국도 제17호선에 속하므로 이 노선에 대한 별도 표기는 생략한다.
| 이름                                | 접속 노선                                   | 소재지     | 소재지 | 비고                                        |
| ----------------------------------- | ------------------------------------------- | ---------- | ------ | ------------------------------------------- |
| 읍내삼거리                          | 대전로 계족로                               | 대전광역시 | 대덕구 |                                             |
| 신대과도교                          |                                             | 대전광역시 | 대덕구 |                                             |
| 한국수자원공사                      | 회덕로                                      | 대전광역시 | 대덕구 |                                             |
| 회덕과선교                          | 장동로                                      | 대전광역시 | 대덕구 |                                             |
| 와동 나들목                         | 갑천도시고속도로                            | 대전광역시 | 대덕구 | 신탄진 방향 진출 불가 읍내동 방향 진입 불가 |
| 선바위삼거리                        | 덕암로                                      | 대전광역시 | 대덕구 |                                             |
| 상서삼거리                          | 산업단지로                                  | 대전광역시 | 대덕구 |                                             |
| 덤바위삼거리                        | 1호선 경부고속도로 신탄진로681번길          | 대전광역시 | 대덕구 | 신탄진 나들목과 연결                        |
| 신탄진과선교                        |                                             | 대전광역시 | 대덕구 |                                             |
| (신탄진과선교 북단)                 | 덕암북로 벚꽃길 신탄진로738번길 평촌1길     | 대전광역시 | 대덕구 |                                             |
| (석봉구름다리 동단)                 | 신탄진동로                                  | 대전광역시 | 대덕구 |                                             |
| 신탄진네거리                        | 국가지원지방도 제32호선 (대덕대로) (대청로) | 대전광역시 | 대덕구 |                                             |
| 현도교                              | 갑천도시고속도로                            | 대전광역시 | 대덕구 |                                             |
| 청남로와 직결(충청북도 청주시 경계) |                                             |            |        |                                             |

## 주요 건물 및 시설
- CJ대한통운 대전화물터미널 (대전광역시 대덕구 신탄진로 1)
- 대덕구장애인종합복지관 (대전광역시 대덕구 신탄진로 77)
- 성우보육원 (대전광역시 대덕구 신탄진로 101)
- 와동초등학교 (대전광역시 대덕구 신탄진로 189)
- 한국수자원공사 (대전광역시 대덕구 신탄진로 200)
- 신탄진한일병원 (대전광역시 대덕구 신탄진로 623)
- 대전대청우편취급국 (대전광역시 대덕구 신탄진로 778)
- 신탄진역 (대전광역시 대덕구 신탄진로 807)
- 신탄진동행정복지센터 (대전광역시 대덕구 신탄진로 830)